# La Encarnación

La Encarnación é um município de Honduras, localizado no departamento de Ocotepeque.